# 북극 해빙

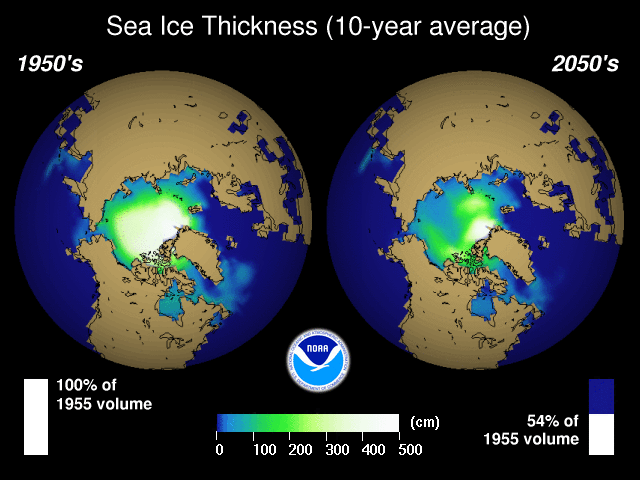
미국 해양대기청이 발표한 북극의 변화

북극 해빙(北極海氷, 영어: arctic ice pack)은 북극해와 그 주변의 해빙이다. 북극 해빙은 가을에서 겨울철에 발달했다가 봄에서 여름철에는 수축하길 반복하며, 가장 크기가 작을 때는 9월 초 무렵으로 겨울철 가장 추울 때에 비해 50% 가까이 줄어든다. 일부는 여름철에도 녹지 않고 다음 해까지 계속 북극해에 떠있는 만년 해빙으로 북극 해분의 약 28% 정도를 차지하고 있다. 북극 해빙의 두께는 얇은 쪽이 3 - 4 m, 두꺼운 쪽은 20 m 이상이다. 지구 온난화에 따른 기후 변화로 점차 더 많이 더 오래 녹고 있다.

## 중요성

### 에너지 균형 효과
해빙의 중요한 효과 가운데 하나는 극지의 열 균형에 미치는 영향이다. 해빙이 바다의 80% 가량을 덮고 있을 때 반사율은 약 60%로 태양광에 의한 열이 지구에 축적되지 않고 다시 빠져나가게 한다. 반면에 해양의 반사율은 10% 정도에 그친다. 해빙은 바닷물 위에 떠서 태양광을 차단하기 때문에 이러한 반사 효과가 더 가중된다.

### 수문학적 효과
소금물이 얼 때 얼음에는 더 이상 소금이 포함되지 않기 때문에, 가을 겨울철 북극 해빙이 발달하기 시작하면 바닷물이 함유하고 있던 염분은 보다 깊은 쪽으로 이동하게 된다. 따라서 해빙 밑에 있는 바닷물의 염분 농도는 더 짙어지게 되고 밀도가 높은 수괴가 되어 가라앉는다. 이렇게 가라앉은 수괴는 해양심층수의 주요 공급원 가운데 하나이다. 해양심층수의 순환은 기후 모델의 중요 요소 가운데 하나이다.

### 오덴
그린란드해 지역에서 오덴(노르웨이어: odden, 곶)으로 불리는 팬케이크 아이스는 겨울철 그린란드 동부의 빙하 경계인 북위 72–74°에서 발달하기 시작한다. 매우 찬 북극 해류인 얀 마이엔 해류가 흘러들어 오기 때문이다. 겨울이 깊어지면 오덴은 새로운 해빙으로 발달하여 그린란드의 영구 동토와 이어지는 얼음층을 형성한다.

## 북극 해빙 발달 주기와 변화
북극 해빙에 대한 관측 기록은 20세기 초부터 이루어져 왔지만, 1950년 이전의 기록은 일부 지역에 대한 육안 측정을 바탕으로 한 것이어서 정확하지 않다. 1970년대 미국의 해양 관측 인공위성인 시샛(1978년)과 님버스 7 (1978–87년) 이후 위성 관측이 이루어져 보다 정확한 해빙 관측을 할 수 있게 되었다. 1987년부터는 마이크로웨이브를 사용한 센서를 장착한 위성이 활동하게 되었다.
1947년에서 1999년까지 52년 간의 데이터를 분석한 통계에 따르면 북극 해빙은 해 마다 평균 약 3% 씩 감소하였다. 1979년에서 2002년까지 23년 간의 통계에서는 감소율이 −2.5% ± 0.9% 정도였다. 매년 가장 적은 양을 보이는 시기인 9월 초의 변화만 살피면 1979년에서 2011년 사이 32년 사이 북극 해빙의 감소율은 12% 정도이다. 이 기간 중 가장 심하게 줄어든 시기는 2007년으로 4,140,000 km2를 기록하였다. 2012년 북극 해빙은 3,500,000 km2를 기록하여 최소값을 갱신하였다. 대한민국의 면적은 100,410 km2로 2012년 최소기 북극 해빙은 대한민국 면적의 약 35배 정도인 셈이다.
해빙의 양은 면적 뿐만 아니라 두께에 의해서도 결정되는데 예전의 위성 자료로는 두께의 측정이 힘들었지만 최근 측정에서는 두께도 함께 측정되고 있다. 여름철 북극 해빙의 두께 역시 해가 바뀔수록 평균값이 작아지고 있어 "심각한 해빙 손실"을 겪고 있다.

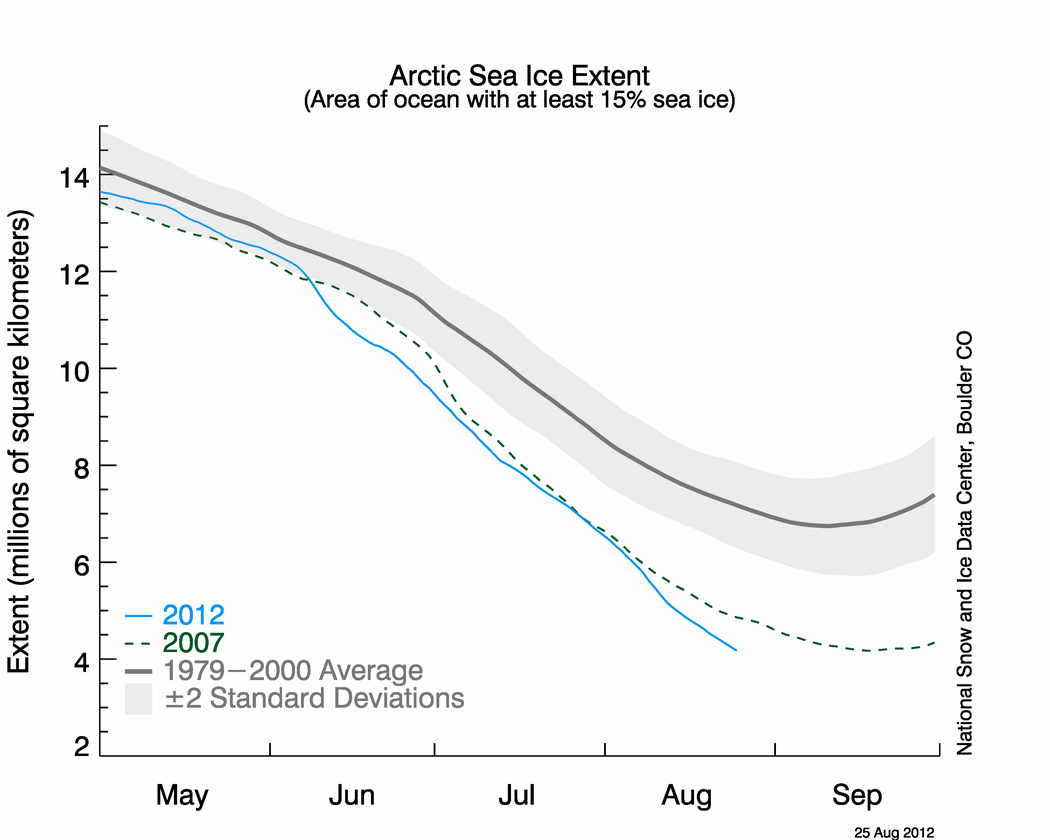
2012년 8월 25일 북극 해빙. 회색 영역은 1979년 - 2000년 사이의 평균이다.
1980년 - 2020년 사이의 북극 해빙 부피 변화. 해가 갈수록 줄어들고 있다.[6]
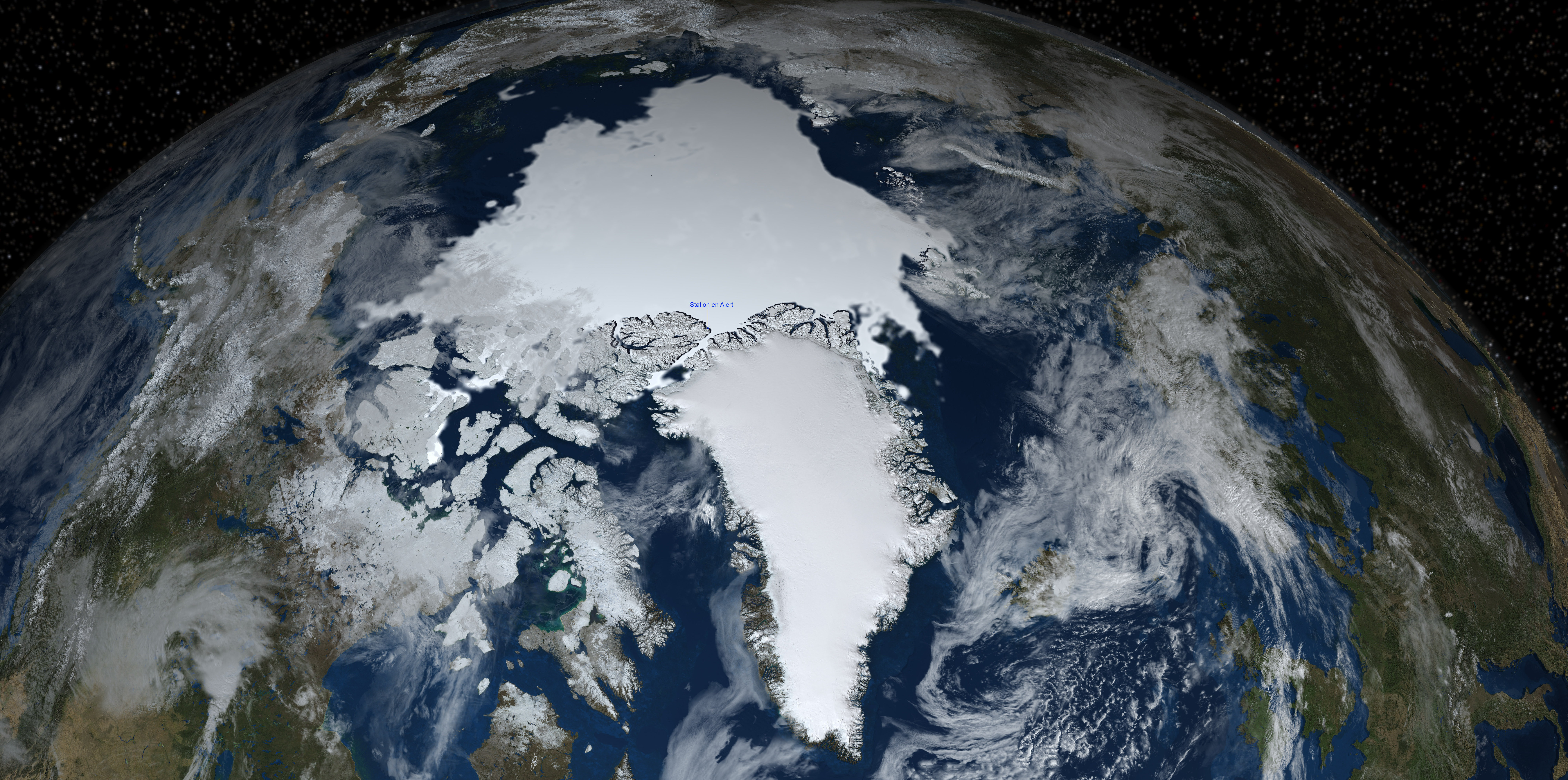
2008년 9월 15일의 위성 사진
- 2014년 북극 해빙의 확장과 감소

## 같이 보기
- 지구 온난화
- 빙산